# Eric del Castillo
José Eduardo Eric del Castillo-Negrete Galván (ur. 22 lipca 1944 w Celaya) – meksykański aktor, występujący przede wszystkim w telenowelach. Ma na swoim koncie również wiele ról filmowych. Wystąpił w ponad 40 przedstawieniach teatralnych.

## Wybrana filmografia
- 1960: Verano violento
- 1966: El Medio pelo
- 1995: Maria z przedmieścia
- 1998: Kłamstwo i miłość
- 1999: Nigdy cię nie zapomnę
- 2001: Przyjaciółki i rywalki
- 2003: Córka przeznaczenia
- 2006: Matka Boża z Guadalupe
- 2007: Sidła namiętności
- 2008: Miłosny nokaut
- 2010: Kobieta ze stali
- 2012: Otchłań namiętności
- 2013-2014: Za głosem serca
- 2016: Trzy razy Ana